# Henri Nielsen
Henri Nielsen var en dansk atlet (kapgang).
Nielsen var medlem af Københavns IF og vandt fire danske mesterskaber; på 50 km 1925-1927 og 20 km 1927.

## Danske mesterskaber
Denne liste er ufuldstændig; hjælp gerne med at udfylde den.
- Sølv 1933 50 km gang
- Guld 1927 50 km gang
- Guld 1927 20 km gang
- Guld 1926 50 km gang
- Guld 1925 50 km gang